# استيبان أورلاندو هارينجتون
استيبان أورلاندو هارينجتون (بالإسبانية: Esteban Orlando Harrington)‏ هو مهندس معماري تشيلي، ولد في 1873 في فالبارايسو في تشيلي، وتوفي في 1936.